# Farum Park
Der Right to Dream Park, errichtet als Farum Park, ist ein Fußballstadion in der dänischen Stadt Farum. Es liegt 24 km nordwestlich der Kopenhagener Innenstadt. Die Spielstätte ist Eigentum der Kommune Furesø. Der Fußballverein FC Nordsjælland trägt hier seine Heimpartien aus.

## Geschichte
Die 1999 erbaute Arena bietet derzeit 10.300 überdachte Plätze (9800 Sitz- und 500 Stehplätze) und wird von einer Flutlichtanlage mit 1.685 Lux beleuchtet. Ende der 1990er Jahre war der Verein, damals noch unter dem Namen Farum BK, in die zweite Liga aufgestiegen. Daraufhin begann die Kommune im Jahr 2000, die Spielstätte wesentlich um- und auszubauen. Im Jahr 2002 gelang der Aufstieg in die höchste dänische Spielklasse, die Superliga; der Klub erreichte mit dem dritten Platz gleich die UEFA-Pokal-Qualifikationsrunde. Im gleichen Jahr war der Farum Park einer von zwölf Austragungsorten der U-17-Fußball-Europameisterschaft. Unter den drei Partien war auch das Endspiel zwischen der Schweiz und Frankreich (0:0 n. V., 4:2 i. E.). 
Im März 2012 fiel die Entscheidung, das Stadion mit Kunstrasen und Rasenheizung auszustatten. Erst kurz zuvor hatte der dänische Fußballverband DBU diesen Untergrund in den Stadien der ersten Liga zugelassen. Damit ist die Spielstätte des FC Nordsjælland die erste Kunstrasenarena der höchsten dänischen Liga.
Der FC Nordsjælland spielte in der UEFA Champions League 2012/13. Seine Spiele der Gruppe E absolvierte der Verein allerdings in dem größeren Stadion Parken in Kopenhagen.
Im April 2016 erhielt der Farum Park den Namen Right to Dream Park nach der 1999 in Ghana gegründeten Fußballakademie Right to Dream Academy. Der dänische Verein und die Akademie kooperieren miteinander.

## Hotel
Mit dem Stadion baulich verbunden ist das Hotel FC Nordsjælland. Es verfügt über 43 Zimmer, darunter sechs Skyboxes mit Aussicht über das Spielfeld, Konferenz- und Fitnessangebote sowie das Café „Sepp“.